# 5596 Morbidelli
5596 Morbidelli (1991 PQ10) là một tiểu hành tinh vành đai chính được phát hiện ngày 7 tháng 8 năm 1991 bởi H. E. Holt ở Palomar.